# 石門坎駅
石門坎駅（せきもんかんえき）は中華人民共和国江蘇省南京市秦淮区にある南京地下鉄5号線の駅。将来的には8号線も当駅に乗り入れ、両路線の乗換駅となる予定。

## 沿革
- 2025年8月6日：開業[1]。

## 駅名
事業着手当初は南京地下鉄集団は「小天堂駅」の仮称を用いており、2019年11月28日に「光華門駅」を駅名として第一次公示された 、2020年1月15日に駅名が「石門坎駅」に決定したことが発表された。

## 隣の駅
南京地下鉄
■5号線
光華門駅- 石門坎駅 - 七橋甕駅